# 新潟県道164号白山停車場女池線
新潟県道164号白山停車場女池線（にいがたけんどう164ごう はくさんていしゃじょうめいけせん）は、新潟県新潟市中央区内の一般県道である。

## 概要
JR越後線・白山駅前を起点に、新潟市中心部の幹線道路と交差しながら新潟バイパス・桜木ICに至る幹線道路である。
昭和大橋以南の区間の通称は和合線（わごうせん）。まだ湿田ばかりだった大正時代、女池集落の住民が新潟市中心部に行くためには、曲がりくねった集落沿いの道を通り、信濃川の堤防に出るか、栗ノ木川沿いに出るしかなく非常に不便な生活を強いられていた。そんな女池集落の住民が、不便さを解消させる為に、当時の鳥屋野村の村長に陳情に行った。この陳情が実り、現在の女池桜木町付近から下所島（現在の新潟県立新潟南高校の付近）リヤカー1台ほどが通れる道を作った。当時の村長により村中が和合するようにとの思いから、「和合線」と名付けられ現在に至っている。途中に和合町という地名があるが、この通りの名前から由来している。
指定当初の路線名は「県庁前停車場女池線（けんちょうまえていしゃじょうめいけせん）」であり、旧新潟交通電車線の県庁前駅と女池和合町を結ぶ路線として制定されており、市役所前交差点が起点であった。その後、県庁前駅が白山前駅に改称されるのに伴って、路線名も「白山前停車場女池線（はくさんまえていしゃじょうめいけせん）」に改称した。白山駅前から白山浦一丁目交差点間は新潟県道318号白山停車場線、白山浦一丁目交差点から市役所前交差点間は国道116号（国道289号重複）にそれぞれ指定されていた。新潟交通電車線が廃止され、新潟県道の各路線に路線番号が付与された後もしばらく3つの路線として存続されたが、1990年代後半に新潟県道318号白山停車場線が県道164号に統合される形で廃止された。このため、白山浦一丁目交差点 - 市役所前交差点間は国道116号との重複区間となっていたが、2006年（平成18年）3月に国道116号の学校町ミニバイパスが開通したことに伴い、国道116号と国道289号の区間から外れ、県道164号単独の区間となっている。

### 路線データ
- 起点：新潟市中央区白山浦（白山駅）
- 終点：新潟市中央区女池（桜木インターチェンジ＝国道8号新潟バイパス交点）

## 路線状況

### 通称
- 寄居浜女池線（白山駅入口丁字路 - 白山浦二丁目交差点）
新潟市の都市計画道路。1927年（昭和2年）2月25日に都市計画決定され、新潟島側は白山浦二丁目 - 川岸町一丁目間（一部4車線）が、信濃川を挟んだ南地区側は上所二丁目 - 上近江一丁目（4車線、愛称「平成通り」）、同二丁目 - 女池七丁目間（2車線）がそれぞれ開通している。このうち新潟県道51号新潟黒埼インター笹口線（笹出線）を挟んで鈎の手状となっていた上近江地内では2003年（平成15年）度から改良事業が行われ、2010年（平成22年）12月16日に新区間が開通して経路が直線化された。当初は白山浦以北に海岸部の寄居浜へ至る道路を新設し、さらに信濃川に道路橋梁を架橋する計画だったが結局具体化に至らず、白山浦以北の区間と信濃川の橋梁は整備されぬまま現在に至っている。
- はくさん通り、旧電車通り（白山浦二丁目交差点 - 白山浦一丁目交差点）
- 一番堀通（市役所前交差点 - 昭和大橋西詰交差点）
- 和合線（上所島交差点 - 桜木IC）

### 道路施設
- 昭和大橋

## 地理

### 通過する自治体
- 新潟県
新潟市（中央区）

### 交差する道路
- 新潟市道中央2-156号線＜はくさん通り＞（白山浦二丁目交差点）
- 新潟市道中央2-177号線＜蔵所堀通り、旧116号＞（白山浦一丁目交差点）
- 国道116号（重複: 国道289号）（市役所前交差点）
- 新潟市道東港線＜東港線＞（幸西三丁目交差点）
- 新潟市道上所新和線＜東港線＞（同）
- 新潟県道1号新潟小須戸三条線（幸町交差点）
- 新潟県道51号新潟黒埼インター笹口線＜笹出線＞（堀之内交差点、鳥屋野十字路）
- 新潟市道紫竹山鳥屋野線＜紫鳥線＞ （桜木町交差点）
- 国道8号（重複: 国道17号）＜新潟バイパス＞（桜木IC）